# Eupithecia coloradensis
Eupithecia coloradensis là một loài bướm đêm trong họ Geometridae.